# János Bródy
Pour les articles homonymes, voir Bródy.
János Bródy (né le 5 avril 1946 à Budapest) est un auteur-compositeur-interprète et guitariste hongrois.
Membre du groupe de rock Illés de 1964 à 1973, il contribua par ses paroles à la critique du régime communiste.